# Kedrovyj (Tomská oblast)
Kedrovyj (rusky Кедровый) je město v Tomské oblasti v Ruské federaci. Při sčítání lidu v roce 2010 měl přes dva tisíce obyvatel.

## Poloha a doprava
Kedrovyj leží na jihovýchodě Západosibiřské roviny na Čuziku, levé zdrojnici Parabelu v povodí Obu. Od Tomsku, správního střediska oblasti, je vzdálen přibližně 350 kilometrů severozápadně.
Do Kedrovyje vede jediná silnice směrem od východu, z hlediska dostupnosti je tedy nejbližším větším městem Kolpaševo přibližně 200 kilometrů východně.

## Dějiny
Kedrovyj byl založen v roce 1982 za účelem těžby ropy. Jeho jméno je odvozeno od ruské slova kedr, takže odkazuje k borovici sibiřské. Městem je Kedrovyj od roku 1987.